# Chakra

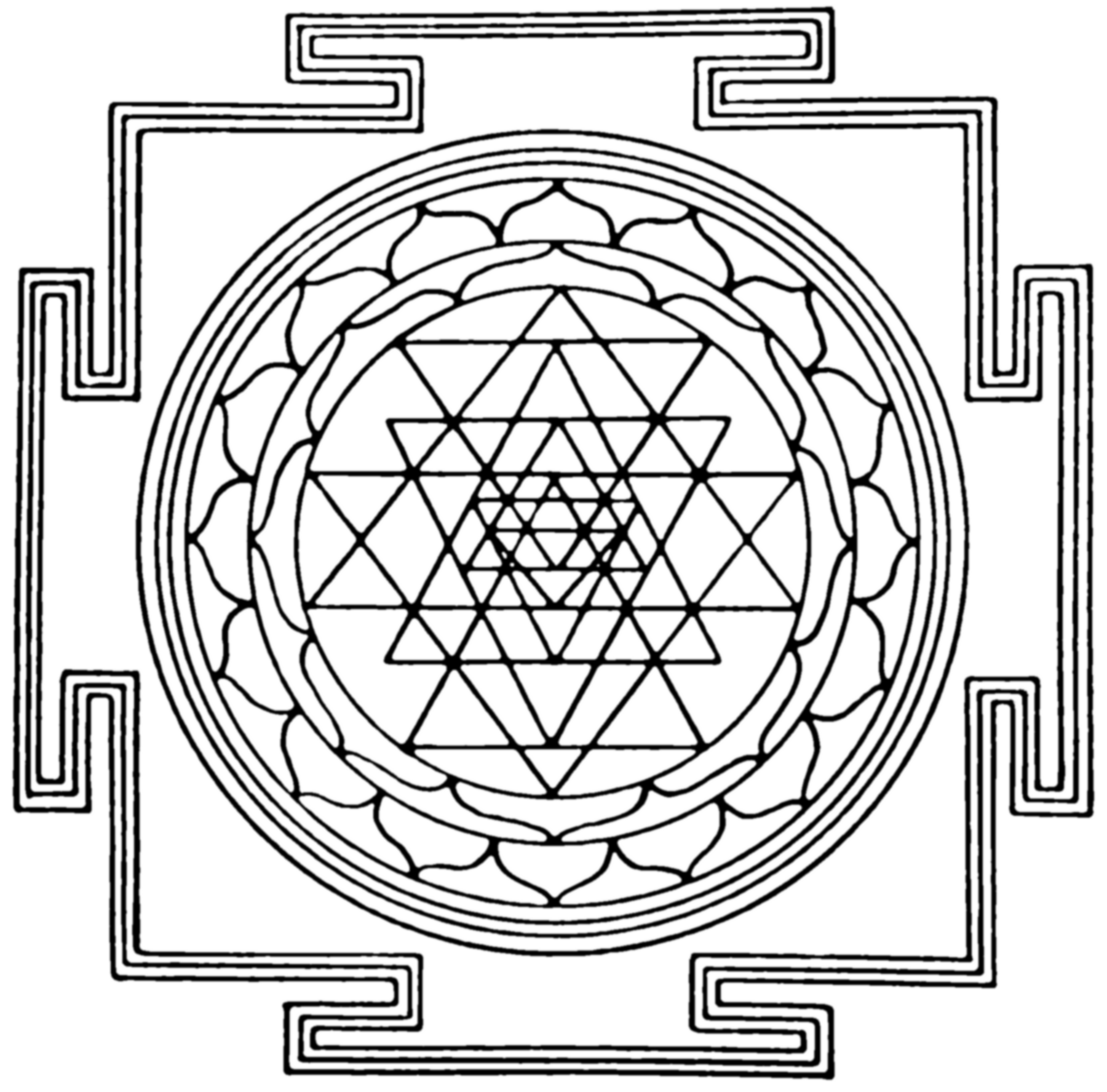
Chakra come diagramma mistico: lo Śrīcakra secondo lo Nityāṣoḍas̄ikārṇava. Questo yantra è proprio del culto della dea Tripurasundarī ("Bella dei tre mondi"): è costituito dall'incrocio di due insieme di triangoli, quattro con i vertici indirizzati verso l'alto, a rappresentare il principio maschile, quindi Śiva, e cinque con i vertici rivolti verso il basso, che rappresentano Śakti, quindi il principio femminile. Lo Śrīcakra è modellato per offrire una visione della unitarietà dell'esistenza di cui fa parte lo stesso meditante.

Chakra (/ˈtʃakra/), adattamento occidentale del termine sanscrito traslitterato come cakra (in scrittura devanāgarī चक्र), indica una "ruota", un "disco" o un "cerchio".

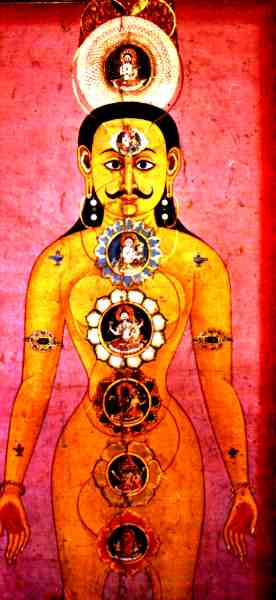
Il chakra nello yoga: raffigurazione del corpo umano con sette chakra, dipinto nepalese del XVIII secolo

Il suo significato nelle tradizioni religiose dell'India va a coprire due ambiti principali: 
- quello di un "cerchio" o di un "diagramma" mistico, nozione sovrapponibile a quello dello yantra o del maṇḍala[4];
- quello inerente allo yoga e alla medicina ayurvedica traendo origine dalle tradizioni tantriche, sia dell'induismo sia del buddhismo; nell'accezione più comune è usualmente reso anche con "centro",[5] per indicare quegli elementi del corpo sottile nei quali è ritenuta risiedere latente l'energia divina.[5][6][7]

Il chakra è anche uno degli attributi di Visnù: si tratta di un disco che egli usualmente stringe in una delle mani e rappresenta il potere divino. Variamente raffigurato, con raggi o fiamme che ne fuoriescono, è attributo anche di altre divinità, come Durgā e Skanda, per esempio. Il chakra di Viṣṇu, detto anche Sudarśana  ("bello a vedersi"), è altresì oggetto di culto, al punto di essere spesso personificato col nome di Chakrapurusha.
In ambito tantrico con chakra si intende anche il "circolo" di culto tantrico, l'insieme dei membri locali di una specifica tradizione. All'interno di questo chakra, i seguaci si pongono al di fuori delle regole sociali e di casta. Vi sono ammesse anche le donne, cosa invero non possibile presso i culti vedici.
Alcune medicine alternative, per esempio la cristalloterapia, fanno riferimento alla nozione del chakra, sebbene non vi sia alcuna evidenza scientifica circa la loro esistenza.

## Chakracome diagramma mistico:maṇḍala,yantraecakra
Nell'ambito del primo significato, ossia quello di "diagramma mistico", va rilevato che nel testo Maṇḍalas and Yantras in the Hindu Traditions curato dall'indologo austriaco Gudrun Bühnemann, lo studioso austriaco dedica il capitolo Maṇḍala, yantra and cakra: some observations a un'accurata disamina di tutta la letteratura per individuare i confini semantici di questi termini sanscriti.
Dapprima Bühnemann osserva che «i termini cakra e yantra sono utilizzati a volte come sinonimi di maṇḍala, e tutti e tre questi termini sono spesso tradotti in modo indiscriminato come "diagrammi (mistici)"». Nota l'indologo austriaco che tutti e tre i termini si sovrappongono nell'indicare dei disegni geometrici e sia gli studiosi occidentali che gli stessi testi sanscriti più tardi finiscono per usarli come sinonimi.
Dopo un'attenta disamina dei contraddittori tentativi di definizione classificatoria presentati in tutta la letteratura (tra gli altri vengono esaminate le proposte di Stella Kramrisch, Gösta Liebert, Giuseppe Tucci, Louis Renou, Jean Filliozat, Mircea Eliade, T. A. Gopinatha Rao, Ronald M. Bernier, Heinrich Zimmer, Peter Gaeffke, John Woodroffe, S. Shankanarayanan, Philipp H. Pott e Anne Vergati) Bühnemann conclude che: «Non è possibile riassumere tutti i tentativi di definire "maṇḍala", "yantra" e "cakra" nella letteratura. L'uso e le funzioni di questi termini sono complessi e sarà impossibile arrivare a una definizione universalmente valida. Dovrebbe essere necessario studiare approfonditamente l'uso dei termini nei testi dei diversi sistemi religiosi e nei diversi periodi storici per determinare come i termini siano stati impiegati dai differenti autori e come l'uso di questi termini è cambiato nel tempo».

## Ilchakranelloyoga
Nello Haṭha Yoga, i chakra sono interpretati come tappe del percorso ascensionale che Kuṇḍalinī attraversa nel corpo dell'adepto una volta ridestata grazie a pratiche e riti opportuni. Oggi si preferisce chiamare Kuṇḍalinī Yoga l'aspetto dello Haṭha Yoga che fa riferimento principalmente alle pratiche interessate al kuṇḍalinī, e quindi al ruolo e significato dei chakra. I testi classici sono la Gheraṇḍa Saṃhitā, la Haṭhayogapradīpkā e la Śiva Saṃhitā; essi fanno comunque riferimento a numerosi Tantra di epoca ben anteriore.
Man mano che Kuṇḍalinī sale, i chakra verrebbero attivati, lasciando quindi sperimentare all'adepto stati psicofisici via via differenti.
(Silburn 1997, pp. 111-112)
Il fine principale attribuito a questi riti e pratiche propri dell'induismo (tantrico e non) non è l'acquisizione di poteri straordinari, ma è e resta sempre la liberazione (mokṣa), intesa come affrancamento dal ciclo delle rinascite (saṃsāra); un fine salvifico dunque, soteriologico, e non di ordine pratico, utilitaristico, anche se poi nei testi si fa anche menzione dei "poteri" (vibhūti o siddhi) che sarebbe possibile conseguire.
Secondo la visione tantrica shivaita, di cui il Kuṇḍalinī Yoga fa parte, nell'emanare il mondo, Paramaśiva, la Realtà Assoluta, si è espanso generando quella pluralità che si chiama mondo, nella sua accezione più vasta. Perché ciò fosse possibile Egli si è autolimitato, dando così luogo al tempo, allo spazio, alla materia, al dualismo, alla causalità, e di conseguenza, al saṃsāra. Queste autolimitazioni sono rese possibili grazie al śakti, la Sua stessa energia, di cui Kuṇḍalinī non è altro che un aspetto, appunto quello presente nel corpo umano. Kuṇḍalinī che ascende dal primo all'ultimo chakra segue quindi, al livello del microcosmo umano, il percorso inverso a quello di emanazione cosmica. È la potenza di Paramaśiva che ricongiungendosi in Śiva medesimo, consente di liberarsi delle limitazioni che hanno consentito ciò che è manifesto, il mondo, trasmigrazione compresa. Il termine yoga, ricordiamo, vuole significare "unione": unione del Dio e della Sua energia, di Śiva e Śakti, Śakti che "riposava" nel primo chakra come Kuṇḍalinī (o Kuṇḍalinī-śakti).
Questa energia quiescente è immaginata e simboleggiata come un serpente che giace arrotolato su se stesso: kuṇḍalinī significa infatti "arrotolata", "ricurva". L'attivazione è visualizzata dal serpente che si drizza come all'improvviso, liberando calore e permettendo ad altre energie sopite, ai "soffi" altrimenti bloccati (prana), di circolare. I chakra sono immaginati come fiori di loto (padma) variamente colorati che sbocciano in tutta la loro bellezza, liberando potenzialità celate.
(Jean Varenne 2008, p. 174)
Nei testi i chakra sono variamente descritti e anche raffigurati con molti particolari. Ognuno di questi elementi ha una valenza simbolica precisa, con riferimenti sia al processo di emanazione del cosmo, sia a quello di riassorbimento in esso.
Il simbolo prevalente per i chakra è quello del fiore di loto, rappresentato come osservato dall'alto e coi suoi petali aperti e variamente colorati. Il numero dei petali e il relativo colore varia a seconda del chakra. Su ogni petalo è riportato un grafema dell'alfabeto sanscrito, la "lingua perfetta", perché ogni cosa nel mondo ha un nome grazie a questi suoni. All'interno del fiore è generalmente riportato uno yantra, ossia un diagramma simbolico che è in relazione con un elemento costitutivo del cosmo (tattva). Troviamo inoltre un mantra scritto in caratteri devanāgarī, anch'esso in relazione col tattva, il suo suono generatore; e una divinità che lo presiede. Sono spesso altresì raffigurate altre divinità, deputate a presiedere quel determinato chakra. Completano la rappresentazione iconografica lo yoni, rappresentato con un triangolo con la punta verso il basso, e il liṅga, simboli di Śakti e Śiva rispettivamente, i due poli del divino: il trascendente e l'immanente, la luce e il suo riflesso, l'essere e il divenire, il maschile e il femminile.

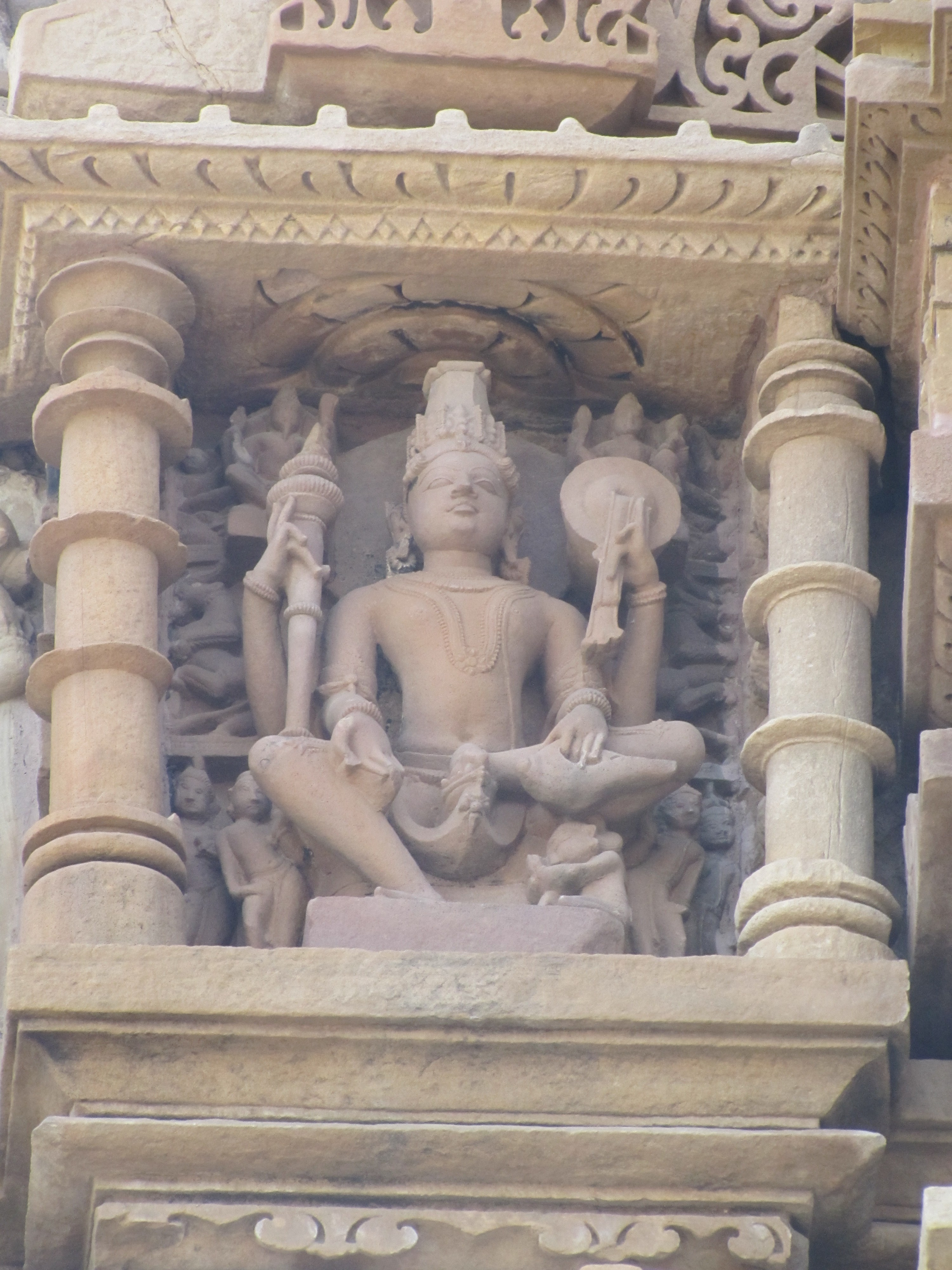
Altorilievo raffigurante Visnhu: nella mano sinistra posteriore il Dio tiene il chakra; tempio di Kandariya Mahadev, Khajuraho, India

### Mātṛkācakra
Nelle tradizioni tantriche del Kashmir la mātṛkā-cakra ("ruota delle madri") è l'emissione dei fonemi dell'alfabeto sanscrito a partire dall'Assoluto, in questo caso Paramaśiva, lo Shiva Assoluto, o più semplicemente Anuttara ("senza niente sopra"). Riassumendo, secondo il filosofo indiano Kṣemarāja le sedici vocali rappresentano l'articolazione della Coscienza Assoluta nelle sue potenze; le venticinque consonanti occlusive da K a M il dispiegamento del Cammino impuro; le quattro semivocali le Corazze (da Y a V); le tre sibilanti e l'aspirata il dispiegamento del Cammino puro; KṢ, il cinquantesimo fonema, è infine simbolo dell'intera emissione fonica, il "seme della sommità", formato dalla prima e ultima consonante, la S, che nell'unione da dentale diventa retroflessa. Questa emissione è invero, secondo queste tradizioni, solo un'angolazione differente dalla quale si può vedere il processo di emanazione dell'Assoluto.
Ritroviamo i cinquanta fonemi in scrittura devanāgarī sui petali dei chakra principali, proprio a simboleggiare questa emissione che, quando interpretata in senso inverso, dal primo all'ultimo chakra, diventa simbolo di ricongiungimento con l'Assoluto. I fonemi sono detti madri perché, essendo forme foniche della potenza divina, sono personificabili come altrettante divinità femminili. Di queste sono composti i mantra e le scritture sacre dei Veda.

## Il corpo sottile e ichakra: origini e contesti
Secondo lo storico delle religioni britannico Gavin Flood, il testo più antico nel quale è descritto il sistema dei sei chakra , quello attualmente più diffuso, è il Kubjikāmata Tantra: testi precedenti menzionano infatti un numero differente di chakra variamente e differentemente collocati nel corpo sottile. La tradizione tantrica alla quale questo testo appartiene è la cosiddetta tradizione kaula occidentale, risalente all'XI secolo e.v. e originaria dell'Himalaya occidentale, probabilmente nel Kashmir, e attestata con certezza nel XII secolo in Nepal. Kubjikā, la Dea "gobba", o "curva", è associata con Kuṇḍalinī, l'"attorcigliata", quella forma del potere divino che ordinariamente giace quiescente nel corpo in corrispondenza del primo chakra . Così la Śiva Saṃhitā, un testo del XVI-XVIII secolo: 
(Śiva Saṃhitā 5, 75-76; citato in Alain Daniélou, Śiva e Dioniso, traduzione di Augusto Menzio, Ubaldini Editore, 1980, p. 131)
Le "arterie" cui il testo fa riferimento sono le nadi (trascrizione di nāḍī), termine traducibile con "tubo", "canale", per indicare qui condotti simili a quelli nei quali scorre il sangue o la linfa. Le tre "arterie" principali sono: la suṣumnā, il canale centrale, dritto e verticale; iḍā e piṅgalā, due canali situati alla sinistra e alla destra della suṣumnā.
Nāḍī e chakra, insieme ad altri componenti quali il prana ("respiro" o "energia vitale"), i vāyu ("soffi", "venti") e i bindu ("punti"), sono i principali componenti anatomici di quello che nella letteratura contemporanea è noto come "corpo sottile": l'energia vitale vi scorre attraverso i canali sotto forma di soffi, mentre l'energia divina si trova latente nei centri. L'accademico francese André Padoux fa notare che il termine "corpo sottile" è invero improprio, perché si presta a essere confuso con il corpo trasmigrante, il sukṣmaśarīra, che letteralmente sta proprio per "corpo sottile". Egli, come altri studiosi contemporanei, preferisce usare il termine "corpo yogico". Così si esprime l'accademico statunitense David Gordon White: 
(David Gordon White, Introduction; in Tantra in practice, a cura di David Gordon White, Princeton University Press, 2000, pp. 14-15)
Il corpo yogico (o sottile), fondamentale in quasi tutte le pratiche meditative e rituali tantriche, è una struttura ovviamente immateriale, inaccessibile ai sensi, che l'adepto crea immaginandola, visualizzandola. Il tāntrika, l'adepto, costruisce così, con queste pratiche, un corpo complesso nel quale coesistono il corpo grosso (quello fisico che si riceve alla nascita) e il corpo sottile: è il corpo di un "uomo-dio", concetto nucleare nel tantra, ma di concezione ben anteriore.
Questa coesistenza ha fatto sì che spesso, soprattutto in epoca più recente, si sia tentato di localizzare all'interno del corpo grosso elementi che sono invece peculiari del corpo sottile, localizzazione ipotizzata reale e non immaginale, dando così luogo a confusioni e indebite interpretazioni. L'esempio più eclatante è l'identificazione dei chakra coi plessi nervosi, identificazione che sembra ormai corrente:
Così l'indologo tedesco Georg Feuerstein sintetizza: 
(Georg Feuerstein, Tantra. The Path of Ecstasy, Shambhala publications, 1998, p. 150)
I chakra restano elementi fisicamente non individuabili né sperimentabili al di fuori del contesto in cui hanno valenza: 
(Silburn 1997, p. 55)

## I settechakraprincipali nell'induismo
Nella letteratura orientale è possibile riscontrare molteplici descrizioni del corpo sottile, e di conseguenza anche del sistema dei chakra , in relazione alle differenti collocazioni, visualizzazioni e funzioni: 
(David Gordon White, Kiss of the Yogini, The University of Chicago Press, 2003, p. 222)
Le descrizioni più note del sistema dei chakra nella letteratura accademica e in quella divulgativa contemporanee risalgono a quelle diffuse dall'orientalista britannico Sir John Woodroffe, magistrato britannico presso la Corte suprema del Bengala, appassionato di tantrismo che, con lo pseudonimo di Arthur Avalon, pubblicò nel 1919 un testo su questo argomento, Il potere del serpente. Egli aveva parzialmente tradotto e commentato un testo delle tradizioni tantriche, lo Ṣatcakranirūpaṇa. Il testo di Avalon e lo Ṣatcakranirūpaṇa rappresentano ancor oggi le principali fonti di diffusione in Occidente di questi concetti. A questi si rifanno, ad esempio, il summenzionato David Gordon White, accademico statunitense, lo storico delle religioni rumeno Mircea Eliade, l'indologo francese Jean Varenne.
Nel trattato sono presentati i sette chakra principali, e di ognuno di questi riportati la collocazione nel corpo sottile; gli yantra, i bījamantra e le divinità associati; i rapporti e le corrispondenze con gli elementi del cosmo.

### Ichakra:mūlādhāracakra

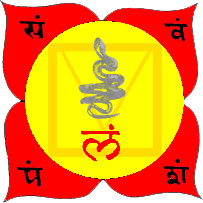
1

Situato alla base della colonna vertebrale, tra l'ano e gli organi genitali esterni nella zona del plesso coccigeo, è rappresentato da un loto cremisi con quattro petali riportanti i fonemi dell'alfabeto sanscrito in scrittura devanāgarī व, श, ष, स (nella traslitterazione IAST rispettivamente: "v", "ś", "ṣ", "s"). Un quadrato giallo è situato nel centro del loto, a sua volta recante in mezzo un triangolo dalla punta rivolta verso il basso. Il quadrato è simbolo dell'elemento grosso Terra (pṛthivī), il triangolo della vagina (yoni). È in relazione con l'elemento sottile Odore (gandha).
Il mantra associato è LAṂ (लं), la divinità Brahmā. All'interno del triangolo è posto un liṅga, e avvolto intorno a esso come un serpente è Kuṇḍalinī, che con la propria bocca ostruisce l'apertura sommitale del liṅga, la "porta di Brahman", e quindi l'accesso alla suṣumṇā, la via principale di risalita di Kuṇḍalinī.

### IIchakra:svādhiṣṭhānacakra

2

Lo svādhiṣṭhāna è situato alla base dell'organo genitale, nella zona corrispondente al plesso sacrale. Rappresentato da un loto a sei petali di colore vermiglio riportanti i fonemi ब, भ, म, य, र, ल (rispettivamente: "b", "bh", "m", "y", "r", "l"), ha nel suo interno una mezzaluna bianca.
Il mantra associato è VAṂ (वं), mentre la divinità è Visnù. È in relazione con l'elemento grosso Acqua (ap) e con l'elemento sottile Sapore (rasa).
(Ṣatcakranirūpaṇa, vv. 14-15; citato in Avalon 1987)

### IIIchakra:maṇipūracakra

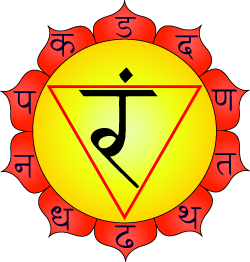
3

Si trova nella regione del plesso epigastrico, all'altezza dell'ombelico. Il loto è di colore giallo e ha dieci petali, associati ai fonemi ड, ढ, ण, त, थ, द, ध, न, प, फ (rispettivamente traslitterati come: "ḍ", "ḍh", "ṇ", "t", "th", "d", "dh", "n", "p", "ph"). Al centro del loto è un triangolo rosso. È relazionato con l'elemento grosso Fuoco (tejas).
Il mantra associato è RAṂ (रं), la divinità è Rudra.

### IVchakra:anāhatacakra

4

Questo chakra è situato nella regione del plesso cardiaco. Il loto ha dodici petali dorati ed è di colore verde. I fonemi sono क, ख, ग, घ,ङ, च, छ, ज, झ, ञ, ट, ठ (nella traslitterazione IAST rispettivamente: "k", "kh", "g", "gh", "ṅ", "c", "ch", "j", "jh", "ñ", "ṭ", "ṭh"). Anāhatacakra è in relazione con l'elemento grosso Aria (vāyu) e con l'elemento sottile Tatto (sparśa). Nell'interno del loto due triangoli equilateri di colore grigio si sovrappongono a formare un esagramma, che a sua volta include un liṅga risplendente.
Il mantra associato è YAṂ (यं), la divinità è Agni o Ishvara.

### Vchakra:viśuddhacakra

5

Il chakra è situato al livello del plesso laringeo. Il loto è di colore blu con 16 petali rosso-cenere, e i fonemi riportati nei petali sono le vocali अ, आ, इ, ई, उ, ऊ, ऋ, ॠ, ऌ, ॡ, ए, ऐ, ओ, औ, più il visarga अः e l'anusvāra अं (nella traslitterazione IAST rispettivamente: "a", "ā", "i", "ī", "u", "ū", "ṛ", "ṝ", "ḷ", "ḹ", "e", "ai", "o", "au", "ḥ", "ṃ"). All'interno dello spazio blu è collocato un cerchio di colore bianco che racchiude un elefante.
Il mantra associato è HAṂ (हं), Shiva la divinità, nel suo aspetto Sadashiva, Shiva l'eterno.

### VIchakra:ājñācakra

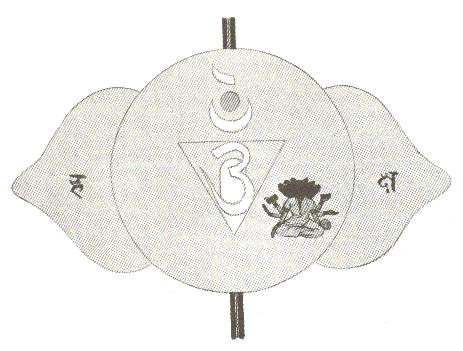
6

Il sesto chakra è collocato fra le due sopracciglia, nel plesso cavernoso. Il loto che lo rappresenta è bianco con due petali che recano iscritti i fonemi ह e क्ष (traslitterati come "h" e "kṣ"). Nel loto trova posto un triangolo con all'interno un liṅga, entrambi di colore bianco. Non è associato ad alcun elemento, essendo in numero di cinque sia gli elementi grossi sia quelli sottili.
Il mantra associato è Oṃ (ॐ), la divinità ancora Shiva nel suo aspetto Paramashiva, Shiva il supremo.

### VIIchakra:sahasrāracakra

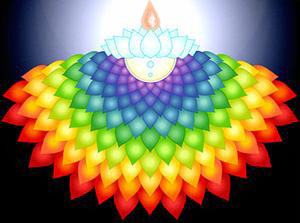
7

Posto sopra la testa, è raffigurato con un loto rovesciato e munito di mille petali (sahasrā vuol dire appunto "mille"), dove mille è il risultato di 50x20: i cinquanta fonemi dell'alfabeto sanscrito ripetuti venti volte. Al centro del fiore è una luna piena che racchiude un triangolo.
Sahasrāracakra non è associato ad alcun mantra, né ad alcuna divinità, ma: 
(Ṣatcakranirūpaṇa, v. 44; citato in Avalon 1987)
È qui, in questo chakra , che l'adepto sperimenta l'unione col divino, la liberazione, il samādhi: 
(Yogakuṇḍalinī Upaniṣad, 86 e segg.; citato in Varenne 2008, p. 201)
| Chakra       | zona corrispondente nel corpo | Colore dei petali | Elemento grosso | Elemento sottile | Bījamantra | Divinità maschile | Divinità femminile |
| ------------ | ----------------------------- | ----------------- | --------------- | ---------------- | ---------- | ----------------- | ------------------ |
| Muladhara    | plesso coccigeo               | cremisi           | Terra           | Odore            | LAṂ        | Brahma            | Ḍākinī             |
| Svadhisthana | plesso sacrale                | vermiglio         | Acqua           | Sapore           | VAṂ        | Viṣṇu             | Rākinī             |
| Manipura     | plesso epigastrico            | blu               | Fuoco           | Forma            | RAṂ        | Rudra             | Lākinī             |
| Anahata      | plesso cardiaco               | giallo            | Aria            | Tatto            | YAṂ        | Īśvara            | Kakinī             |
| Visuddha     | plesso laringeo               | rosso cenere      | Etere           | Suono            | HAṂ        | Sadaśiva          | Śākinī             |
| Ajna         | plesso cavernoso              | bianco            | ---             | ---              | OṂ         | Paramaśiva        | Hākinī             |
| Sahasrara    | sommità del capo              | ---               | ---             | ---              | ---        | ---               | ---                |

## Altre descrizioni del sistema deichakra
Nella letteratura tradizionale esistono altri sistemi di chakra, in relazione sia alle tradizioni sia ai testi. Nella tradizione della Śrīvidyā si contano nove chakra principali. Il Kaulajñānanirṇaya ne descrive invece undici.
Rispetto al sistema sopra presentato, cioè quello dello Ṣatcakranirūpaṇa, nella gran parte delle tradizioni tantriche sono usati altri nomi per indicare gli stessi chakra , col settimo situato non sulla sommità del capo, bensì circa dodici dita sopra di questo: si tratta dello dvādaśānta. Dvādaśānta vuol dire appunto "fine delle dodici dita".

### Ichakranello shivaismo kashmiro
I sistemi dei chakra trovano le loro prime descrizioni nei testi delle tradizioni del Kaula, tradizioni religiose tantriche per lo più sviluppatesi nell'India del nord, nel Kashmir e regioni adiacenti. Queste tradizioni hanno origini non facilmente identificabili, si tratta infatti di tradizioni popolari che probabilmente hanno le loro radici in epoche molto lontane, e che sono state tenute in vita al margine del mondo vedico, per poi fiorire in epoche più recenti e produrre testi.
Più che come loti (padma), in queste tradizioni i chakra vengono visti come "ruote" pronte a girare, o vibrare, quando le energie divine le attivano. Distanti circa tre pugni di mano l'uno dall'altro, il Trika, una scuola religiosa derivata dalla tradizione del Kaula detta Pūrva-āmnāya ("tradizione orientale"), descrive cinque chakra :

La prima lettera dell'alfabeto sanscrito in scrittura devanagari, la "A", con il segno del visarga, i due punti. "A" è l'Assoluto, il visarga la Sua energia quiescente, la śaktikuṇḍalinī. I due punti del visarga si trovano in equilibrio apparente: non appena uno prevale, l'altro si nasconde: sono i movimenti di emissione e di riassorbimento in Śiva.

- Mūlādhāracakra

Qui, normalmente inerte, giace l'energia divina sotto forma di kuṇḍalinī inferiore (adhaḥkuṇḍalinī); o anche śaktikuṇḍalinī, termine che si può rendere con "energia arrotolata", cioè non ancora dispiegata, quiescente. In questo stadio, che è quello dell'uomo ordinario, costui confonde la sua vera natura col proprio corpo grossolano. Quando risvegliata, śaktikuṇḍalinī può diventare prāṇakuṇḍalinī, "energia dei soffi vitali", e circolare così nel corpo sottile dello yogin (e far vibrare le altre ruote). Il fine è il ritorno alla fonte di emissione di ogni cosa, Paramaśiva, l'Assoluto. A tale scopo prāṇakuṇḍalinī deve ancora compiere un altro passo, diventare parakuṇḍalinī, "energia assoluta". Quando parakuṇḍalinī si fonderà con Śiva nello dvādaśānta, tutto sarà tornato nello stadio indifferenziato prima dell'emissione del cosmo. Questo dinamismo incessante fra l'assoluto e l'immanente, fra l'emissione del cosmo e il suo riassorbimento nel corpo sottile dello yogin, fra l'essere e il divenire, è una qualità essenziale dell'Assoluto nelle tradizioni non dualiste del Kashmir. È anche nota come spanda, "vibrazione", fisicamente sperimentabile dall'adepto non appena egli riesce a dirigere correttamente la prāṇakuṇḍalinī.
- Nābicakra

È situata all'altezza dell'ombelico, e da questo si irradiano le dieci nāḍī più importanti del corpo sottile.
- Ḥrdayacakra

Si trova all'altezza del cuore (ḥrdaya), ed è un importante centro di mescolamento e diffusione dei soffi vitali.
- Kaṇṭacakra

Posto alla base del collo, nella parte interna della gola, è ritenuto un centro di purificazione.
- Bhrūmadhyacakra

È posto fra le due sopracciglia. Quando lo yogin riesce a colmare di energia questa ruota, egli è pronto per abbandonare ogni dualismo fra sé e il mondo, ogni legame col divenire delle cose: è pronto cioè per il samādhi: non gli resta che proiettare fuori dal corpo l'energia, oltre la sommità del capo. Invero, questo stadio è raggiunto assai raramente.
- Dvādaśānta

Quest'ultimo non è considerato un chakra , in quanto non appartiene a tutti ma soltanto a chi ha realizzato l'unione cosmica, si è cioè completamente identificato con l'Assoluto, Ṡiva, divenendo un liberato in vita. Il dvādaśānta è situato fuori dal corpo, dodici dita al di sopra della testa, ove effonde in continuazione beatitudine.

### Ichakrasecondari
Il secondo gruppo per importanza è composto da chakra minori che si troverebbero nei polpastrelli, al centro del palmo delle mani, in alcune aree dei piedi, nella lingua o altrove. Il terzo gruppo è composto da un numero praticamente incalcolabile di chakra di dimensioni piccole e minuscole; infatti, in ogni punto in cui si incontrano almeno due linee energetiche, anche infinitesimali, si troverebbe un chakra .

### Nella musica

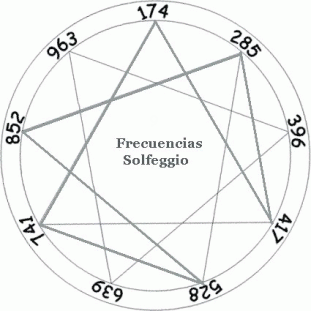
Schema di Solfeggio frequencies

A metà degli anni '70, gli americani Joseph Puleo e Leonard Horowitz, studiando vari testi religiosi, in primis la Bibbia, scoprirono 6 frequenze musicali, o frequenze di solfeggio: 396 Hz, 417 Hz, 528 Hz, 639 Hz. Hz, 741 Hz e 852 Hz. Ascoltare musica con queste frequenze, secondo numerosi studi, può migliorare lo stato psicologico di una persona. Secondo i seguaci coincidono con le vibrazioni dei chakra umani, che emettono in uno stato di salute. Inoltre, come notato dai ricercatori, gli strumenti musicali del mondo antico erano accordati principalmente sulla frequenza di 432 Hz, che, secondo dati recenti, non è inclusa nell'elenco delle principali frequenze del solfeggio, ma ha un effetto calmante effetto .

## Ichakranella visione occidentale

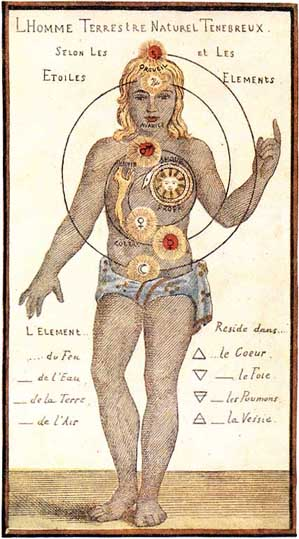
Una delle tavole a colori contenute nella Theospophia Practica di Gichtel (1696), che illustra i sette centri energetici segreti del corpo umano, già conosciuti nella letteratura indiana come chakra.

Fra i primi scritti occidentali che sembrano alludere alla dottrina dei "centri di forza" o chakra, ma per vie del tutto indipendenti da quelle orientali, è il testo Eine kurze Eroffnung und Anweisung der dreyen Principien und Welten im Menschen (Una breve rivelazione e istruzione sui tre principi e mondi nell'uomo) di Johann Georg Gichtel (1638-1710), opera meglio conosciuta sotto il titolo di Theosophia Practica (1723). Gichtel fu discepolo di Jakob Bohme, teosofo e mistico cristiano (1575-1624). Tale scritto fa supporre una certa conoscenza della dottrina relativa ai chakra, perlomeno in certi ambienti alchemico-cristiani dell'Europa, che vi attribuivano dei corrispondenti pianeti e metalli.
La dottrina in questione, per via dell'emergere della scienza moderna di impostazione meccanicista, rimase tuttavia poco diffusa in Occidente almeno fino agli inizi del XX secolo, quando la diffusione della dottrina dei chakra avvenne principalmente a seguito della traduzione di un testo indiano, lo Ṣatcakranirūpaṇa, ad opera dell'orientalista britannico Sir John Woodroffe, alias Arthur Avalon, nel suo The Serpent Power (1919). Il testo di Woodroffe fu al centro de La psicologia del Kundalini-yoga, seminario tenuto nel 1932 da Jung.
Successivamente, il vescovo e chiaroveggente C. W. Leadbeater pubblicò un libro contenente i propri studi e le proprie osservazioni relative ai centri di forza nel testo The Chakras (1927).
Rudolf Steiner, fondatore dell'antroposofia, parla dello sviluppo dei chakra nel libro Initiation and Its Results (1909), fornendo istruzioni progressive per lo sviluppo di tali centri di forza, ammonendo che esistono anche altri metodi più rapidi, i quali potrebbero però risultare dannosi se non operati da persone spiritualmente mature.
Nel panorama moderno anche Tommaso Palamidessi, fondatore dell'archeosofia, rielabora la dottrina dei centri di forza alla luce dell'esoterismo giudaico-cristiano.

### Aspetto e significato deichakra
A partire dagli anni sessanta con la diffusione dei movimenti new Age si sono affermate diverse nozioni riguardanti l'aspetto e il significato dei sette chakra principali dell'essere umano, associati ad esempio rispettivamente a uno dei colori dell'iride. Ognuno di questi chakra ruoterebbe in un senso alternativo rispetto a quello precedente e a quello successivo situati lungo la linea verticale che va dalla testa all'addome. Il loro aspetto ricorda quello di un fiore perché presentano delle piccole protuberanze simili a dei petali, e sono suddivisi in tracce concentriche e settori longitudinali.

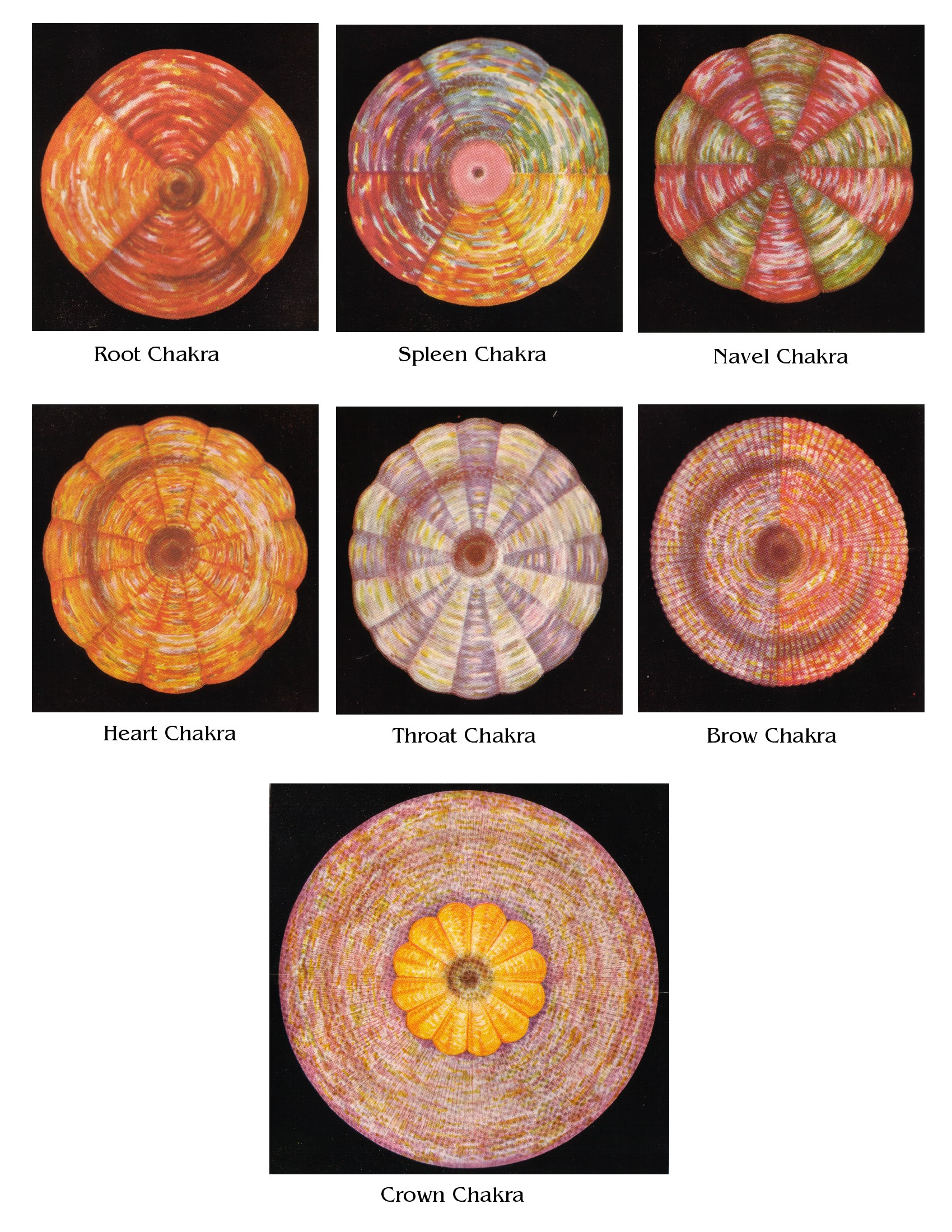
Illustrazione dei 7 chakra, nell'opera di Leadbeater (1927).

Anche se la nozione dei chakra appartiene alla tradizione indiana, la loro funzione è stata associata anche al lavoro svolto dai meridiani, ossia i canali di energia noti alla medicina tradizionale cinese, che hanno natura essenzialmente elettrica e si occupano di assorbire dal cibo e dall'aria inspirata quel tipo di energia conosciuta in India come prana, la più vicina al livello materiale. La funzione dei sette chakra principali non sarebbe solo quella di assorbire il prana, ma di svolgere una funzione di controllo sui suddetti meridiani. Essi appartengono inoltre a un tipo di energia superiore, che essi trasformano e trasmettono a un livello inferiore, fornendo alla persona le vibrazioni necessarie alla costruzione della sua dimensione psichica. Il lavoro dei chakra principali consiste cioè nel processo di formazione di pensieri e sentimenti funzionali alla crescita spirituale. I chakra secondari invece si limitano soltanto alla raccolta e fuoriuscita dell'energia dei meridiani.

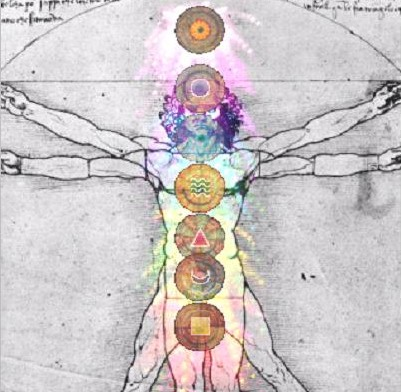
Raffigurazione intuitiva che mostra i sette chakra principali sovrapposti al corpo grosso sul piano frontale-coronale

Tra le principali differenze con le dottrine orientali, nelle tecniche occidentali di meditazione l'ordine dei chakra è stato talora invertito: si parte cioè dalla testa, anziché dal basso, per l'importanza data allo sviluppo dell'autocoscienza, che dovrà scendere a ridestare i centri inferiori, mentre la risalita dell'energia da quest'ultimi è considerata un processo anacronistico, già acquisito dall'evoluzione umana.
Nel dettaglio, ogni singolo chakra si occupa dunque di un particolare aspetto psichico, a cui è associata sul piano corporeo una ghiandola ormonale:
- Il primo chakra,[62] detto della corona, è ritenuto la sede dell'illuminazione in cui l'Io individuale si congiunge con quello cosmico universale, determinando esperienze mistiche di pace e beatitudine. A livello corporeo è associato all'epifisi, la cosiddetta ghiandola pineale, la cui funzione, non ancora del tutto chiarita, sembra in relazione con la capacità di adattamento ai ritmi del giorno e della notte, e in generale con i processi di crescita e invecchiamento.[65] Quello che nel microcosmo umano è il chakra della corona, a livello macrocosmico, secondo alcuni filoni dell'esoterismo, corrisponde a Saturno.[62][66]
- Il secondo chakra,[62] detto della fronte, riguarda la capacità di comprendere la realtà vibratoria sovrasensibile, ed è quindi in relazione con le facoltà di intuizione e di visione delle entità normalmente non percepibili. A esso è collegato in effetti anche il cosiddetto terzo occhio. A livello fisico corrisponde all'ipofisi, che esercita un'influenza su tutte le altre ghiandole endocrine.[65] A livello macrocosmico è in risonanza con Giove.[62][66]
- Il terzo chakra,[62] detto della gola, attiene alla capacità di comunicare e alle svariate forme di espressione come la musica, la danza, l'arte, e in generale col ritmo.[67] Sul piano fisico corrisponde alla tiroide, che scandisce il tempo interno della crescita e del metabolismo.[65] A livello macrocosmico è in risonanza con Marte.[62][66]
- Il quarto chakra,[62] detto del cuore, è associato all'amore e alla capacità di amare incondizionatamente. Esso è leggermente spostato verso sinistra rispetto agli altri chakra situati lungo la verticale che va dal capo all'addome. La ghiandola a cui corrisponderebbe è il cuore, che può essere inteso in effetti come organo endocrino, responsabile della produzione dell'ormone atriale natriuretico (atrial natriuretic factor, abbreviato in ANF). Secondo altre opinioni, il chakra del cuore corrisponderebbe alla ghiandola del timo, anche se questa tende a perdere la sua influenza superata la pubertà.[65] A livello macrocosmico è in risonanza col Sole.[62][66]
- Il quinto chakra,[62] detto ombelicale, situato nella zona del plesso solare, attiene al desiderio di potere e alla volontà di manipolare il mondo per trovare il proprio posto nella società.[68] Per la sua capacità di assimilare e riadattare quello che la vita propone, esso è collegato alle funzioni digestive e in particolare col pancreas, ghiandola esocrina che contiene anche delle cellule endocrine, responsabili della produzione di insulina e glucagone.[65] A livello macrocosmico corrisponderebbe a Venere.[62][66]
- Il sesto chakra,[62] detto sacrale o sessuale, è maggiormente in relazione con la sessualità e con la sua componente emotiva,[69] ma anche con la creatività, il senso della bellezza, e l'autostima. Sul piano fisico corrisponde alle gonadi, che influenzano lo sviluppo dei caratteri sessuali.[65] A livello macrocosmico è in risonanza con Mercurio.[62][66]
- Il settimo chakra,[62] detto anche della radice, attiene alla volontà di sopravvivenza e alla soddisfazione degli istinti primari, come il mangiare, il dormire, e l'aspetto meramente fisico della sessualità finalizzato alla riproduzione. Sul piano corporeo esso corrisponde ai surreni, la cui parte midollare secerne gli ormoni adrenalina e noradrenalina, mentre quella della corteccia gli ormoni cortisoidi. Essi garantiscono l'adattabilità nelle situazioni di pericolo e la capacità di adattamento a sforzi particolarmente intensi.[65] A livello macrocosmico è in risonanza colla Luna.[62][66]

Forme di terapia dei chakra vengono talora praticate in associazione a quella dei meridiani, tramite l'agopuntura. La loro manipolazione fine a se stessa, tuttavia, senza una lunga e adeguata purificazione, può comportare stati repentini di autocoscienza che il corpo non è in grado di sostenere determinando gravi disfunzioni fisiche, anche letali. Particolarmente pericoloso è il risveglio dal basso di kundalini, una forza incontrollabile che soltanto gli yogi più esperti decidevano di ridestare per lo più al termine della loro vita.